# 艾哈迈德·本·穆罕默德·本·哈利法
艾哈迈德·本·穆罕默德·本·哈利法（阿拉伯语：‎），是當前巴林執政的阿勒哈利法家族的祖先，同時也是首位巴林國王和哈基姆，當前巴林執政的阿勒哈利法家族族長皆為艾哈邁德·本·穆罕默德·本·哈利法後裔。

## 外部連結
- Al Khalifa family （页面存档备份，存于）